# Rhyssemus dispar
Rhyssemus dispar är en skalbaggsart som beskrevs av Riccardo Pittino 1990. Rhyssemus dispar ingår i släktet Rhyssemus och familjen Aphodiidae. Inga underarter finns listade i Catalogue of Life.